# Reserva índia de Leech Lake
Leech Lake és una reserva índia de la nació anishinaabemowin situada al centre-nord de Minnesota, en els comtats de Beltrami, Cass, Hubbard, i Itasca. Dels 677.099 acres originals, 212,000 corresponen a tres grans llacs. Dels restants 465,000, uns 332,804 són tribals. La seva població és de 4.561 habitants.
Fou creada després d'un tractat el 1855, i reorganitzada el 1934 amb els territoris de les antigues reserves Leech Lake, Cass Lake, Lake Winnibigoshish, Chippewa i White Oak Point.
Els principals recursos econòmics de la reserva procedeixen dels bingos i casinos de Cass Lake, la Northern Lights Gaming Emporium a Walker, i el White Oak Casino a Deer River.